# Šajgino
Šajgino (in russo Шайгино?) è un insediamento operaio della Russia europea centro-orientale, situato nel Tonšaevskij rajon dell'oblast' di Nižnij Novgorod.
Si trova 259 km a nord-est di Nižnij Novgorod e 10 km a ovest di Tonšaevo.